# Landgericht Hollfeld
Das Landgericht Hollfeld (zunächst auch Landgericht Waischenfeld oder Landgericht Hollfeld-Waischenfeld) war ein von 1804 bis 1879 bestehendes bayerisches Landgericht älterer Ordnung mit Sitz in Hollfeld im heutigen Landkreis Bayreuth. Der Sitz des dazugehörigen Rentamts war Waischenfeld. Die Landgerichte waren im Königreich Bayern Gerichts- und Verwaltungsbehörden, die 1862 in administrativer Hinsicht von den Bezirksämtern und 1879 in juristischer Hinsicht von den Amtsgerichten abgelöst wurden.

## Geschichte
Am 16. November 1804 wurde im Verlauf der Verwaltungsneugliederung Bayerns das Landgericht Hollfeld errichtet. Dieses wurde nach der Gründung des Königreichs Bayern dem Mainkreis zugeschlagen.
Das Landgericht Waischenfeld wurde aus Gebieten gebildet, die vor dem Reichsdeputationshauptschluss Teile des Hochstiftes Bamberg waren. Dies waren:
- vom Amt Waischenfeld: Waischenfeld, Breitenlesau, Eichig, Freyahorn, Gereuth, Ober- und Unter-Gösseldorf, Gutenbiegen, Hammermühle, Hannberg, Heroldsberg, Hubenberg, Hungenberg, Hütten, Kaupersberg, Körzendorf, Köttweinsdorf, Langenlohe, Langeweil, Löhlitz, Magendorf, Moschendorf, Nasendorf, Neudorf, Neusig, Oberailsfeld, Oberauffes, Pfaffenberg, Poppendorf, Reizendorf, Sauckendorf, Scherleiten, Schlößlein, Schweigelberg, Schweinsmühle, Seelig, Siegritzberg, Unterauffees, Untereilsfeld, Volsbach, Wohnsgehaig, Zeubach und Zügelau
- vom Amt Hollfeld: Hollfeld, Brunn, Dörndorf, Drosendorf an der Aufseß, Hainbach, Heroldsmühle, Hochstall, Höfen, Hohenpölz, Huppendorf, Köbelsberg, Königsfeld, Kotzendorf, Laibarös, Moggendorf, Neuhaus, Poxdorf, Sachsendorf, Saressendorf, Stechendorf, Treppendorf, Tiefenlesau, Utzbürg, Voitmannsdorf, Welchendorf und Wohnsdorf
- vom Amt Pottenstein: Freiahorn, Hintergereuth und Pfaffenberg
- vom Landgericht Hollenberg: Poppendorf
- vom Spitalamt: Sachsendorf[1]

Am 1. März 1812 wurde das ehemals preußische Justiz- und Kammeramt Sanspareil dem Landgericht Hollfeld zugeordnet.
Anlässlich der Einführung des Gerichtsverfassungsgesetzes am 1. Oktober 1879 errichtete man das Amtsgericht Hollfeld, dessen Sprengel aus den Gemeinden des vorhergehenden Landgerichts Hollfeld gebildet wurde: Aufseß, Breitenlesau, Brunn, Drosendorf an der Aufseß, Freienfels, Gösseldorf, Hochstahl, Hohenpölz, Hollfeld, Huppendorf, Kainach, Königsfeld, Krögelstein, Löhlitz, Nankendorf, Neuhaus, Plankenfels, Poxdorf, Sachsendorf, Schönfeld, Seelig, Stechendorf, Treppendorf, Treunitz, Waischenfeld, Weiher, Wiesentfels, Wohnsgehaig und Wonsees.

## Gerichtsgebäude
Das Gericht befand sich in einem heute als Wohnhaus genutzten dreigeschossigen Walmdachbau am Oberen Tor 2. Das 1743 von Johann Jakob Michael Küchel entworfene Gebäude steht unter Denkmalschutz.